# Dominator (Kings Dominion)
Dominator is een stalen vloerloze achtbaan in het Amerikaanse attractiepark Kings Dominion te Doswell (Virginia). 
De door Bolliger & Mabillard gebouwde achtbaan stond oorspronkelijk in Geauga Lake & Wildwater Kingdom onder dezelfde naam. Dominator is 's werelds langste vloerloze achtbaan met 1280 meter baan. Hoewel Dominator een van 's werelds grootste loopings bevat, is die niet de grootste inversie in de wereld, en zelfs niet de hoogste inversie op een van Kings Dominions achtbanen. Volcano, The Blast Coaster heeft inversie op haar hoogste punt, 47 meter boven de grond.

## Galerij

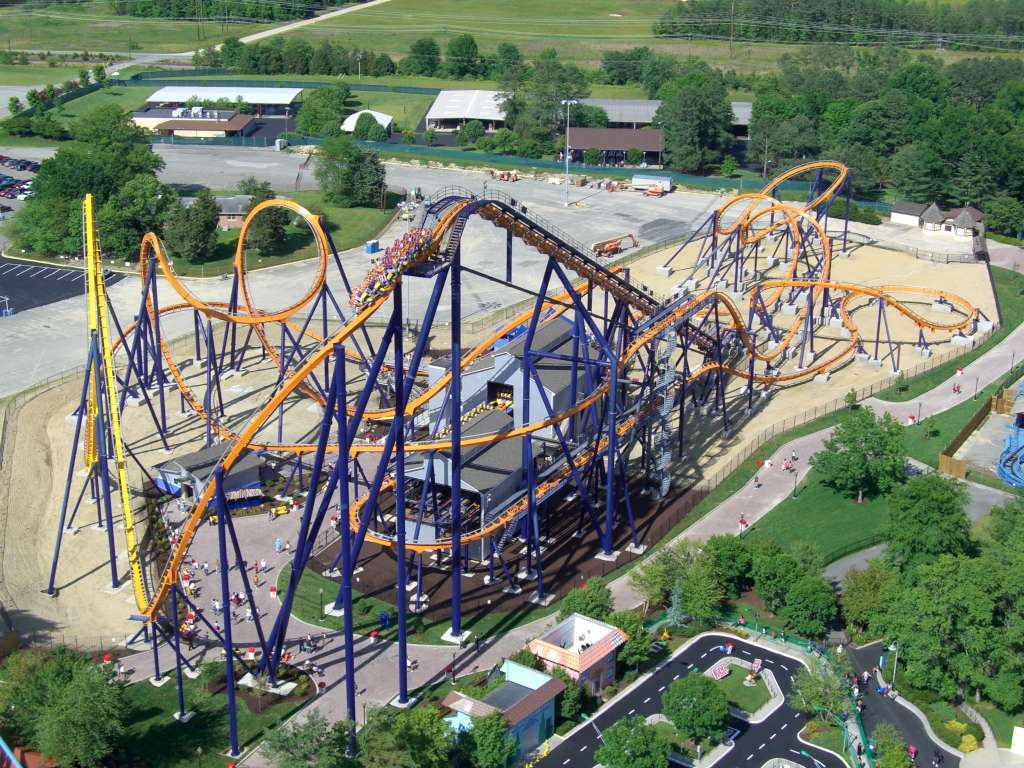
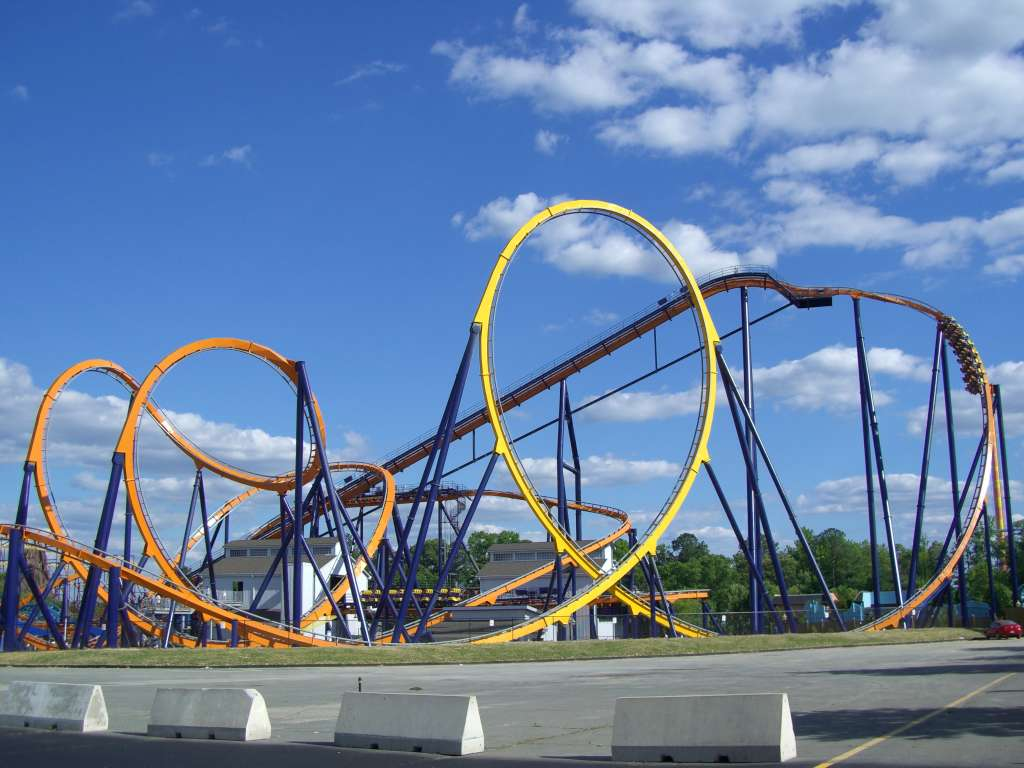
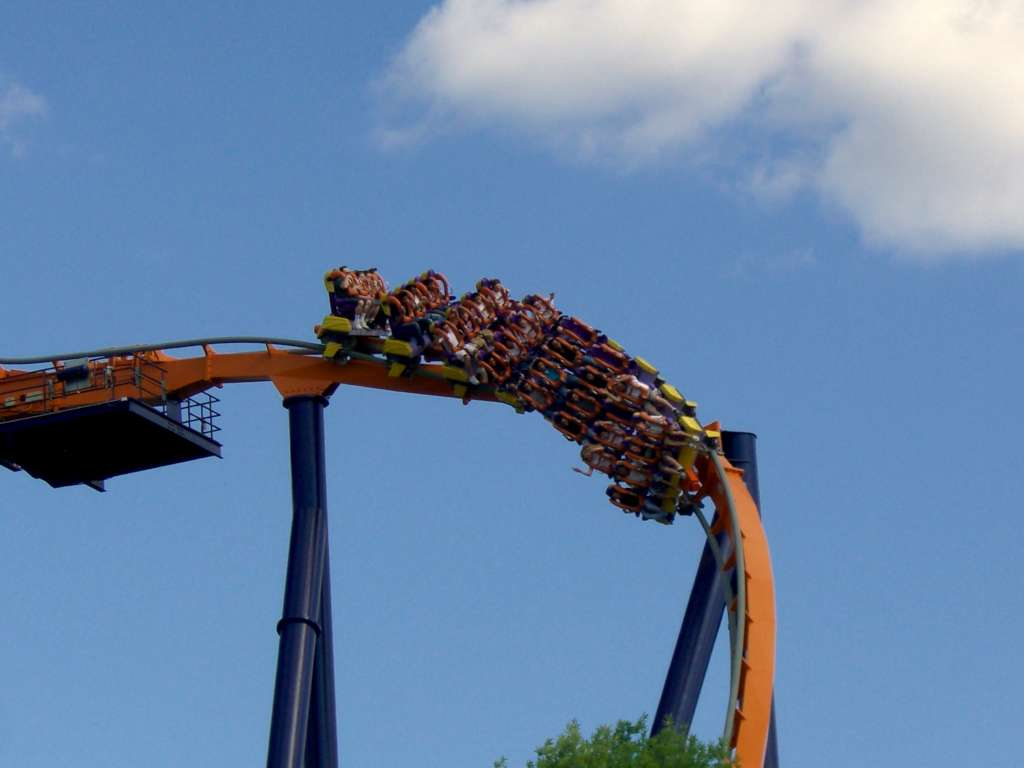
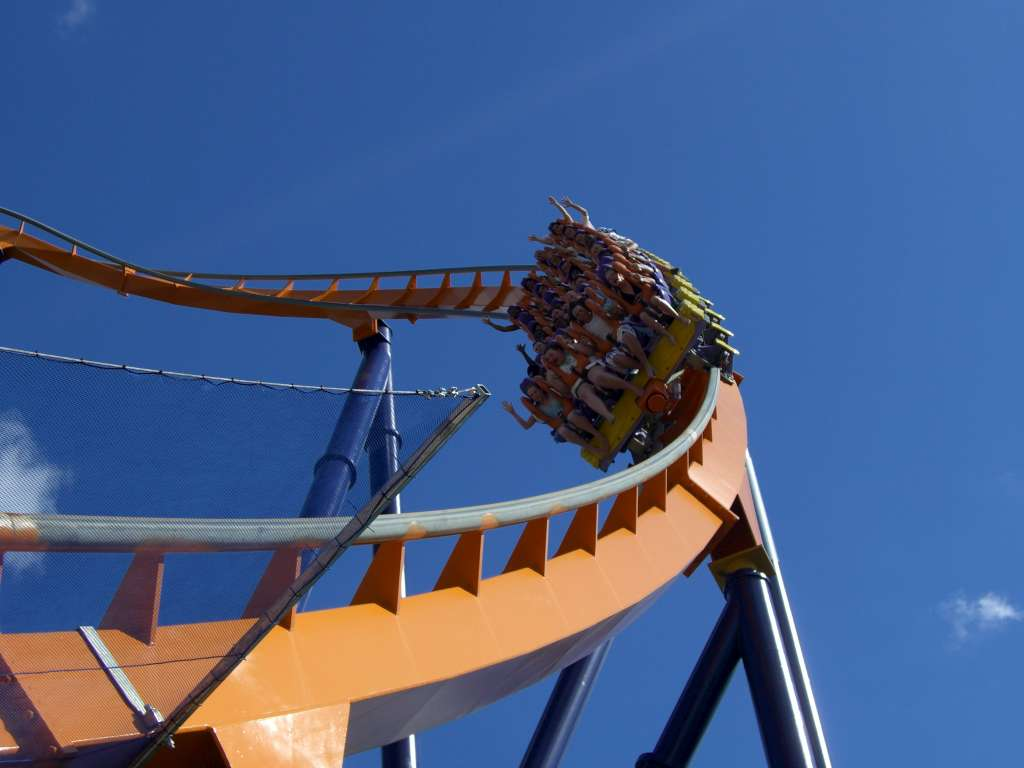
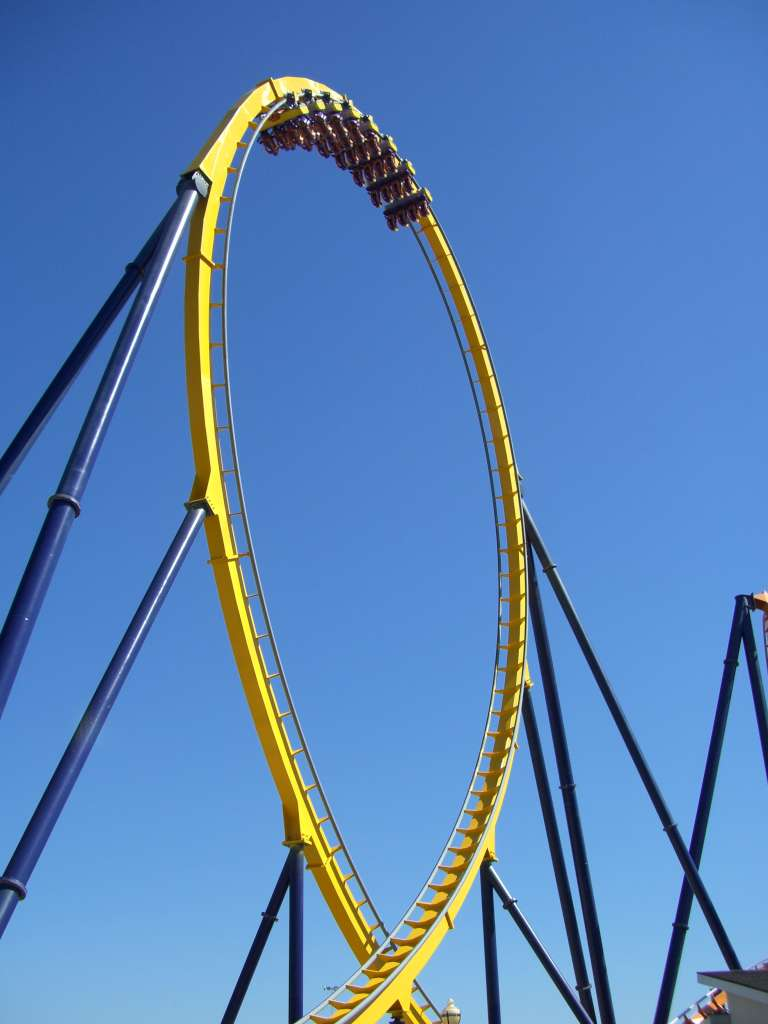
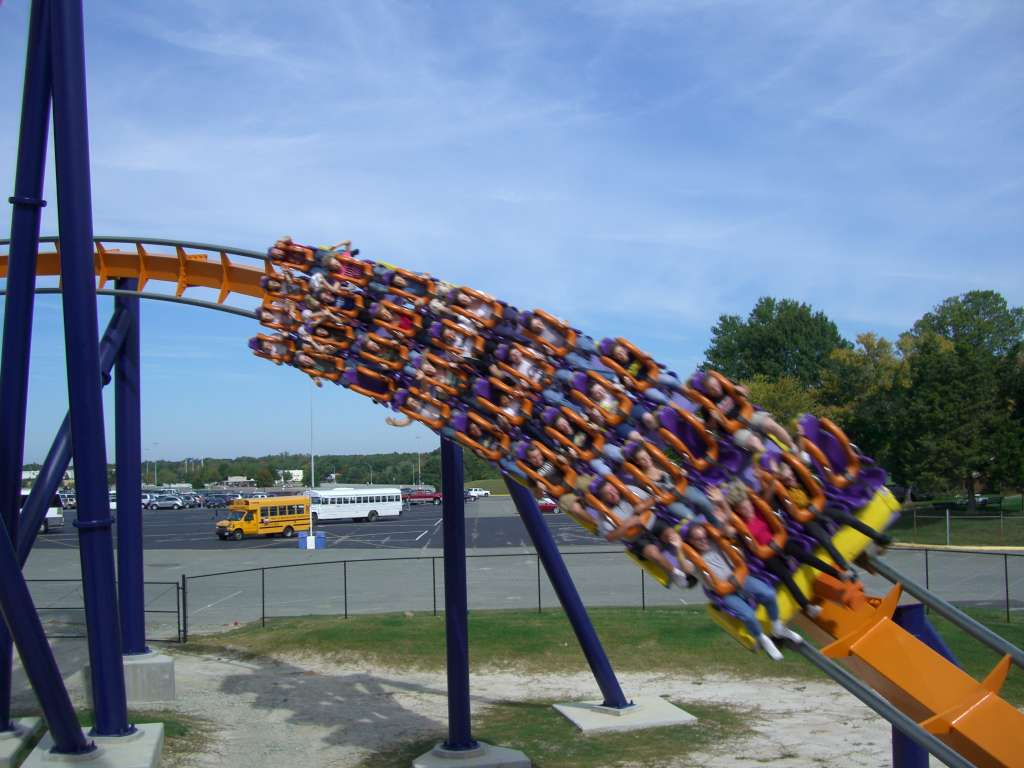
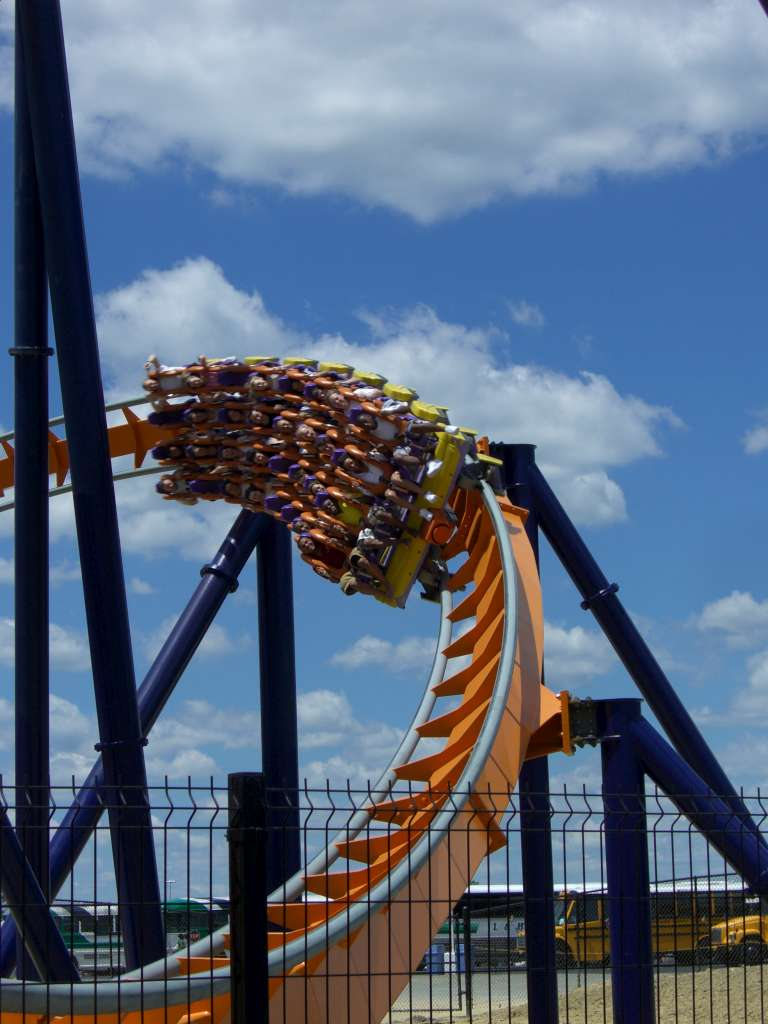
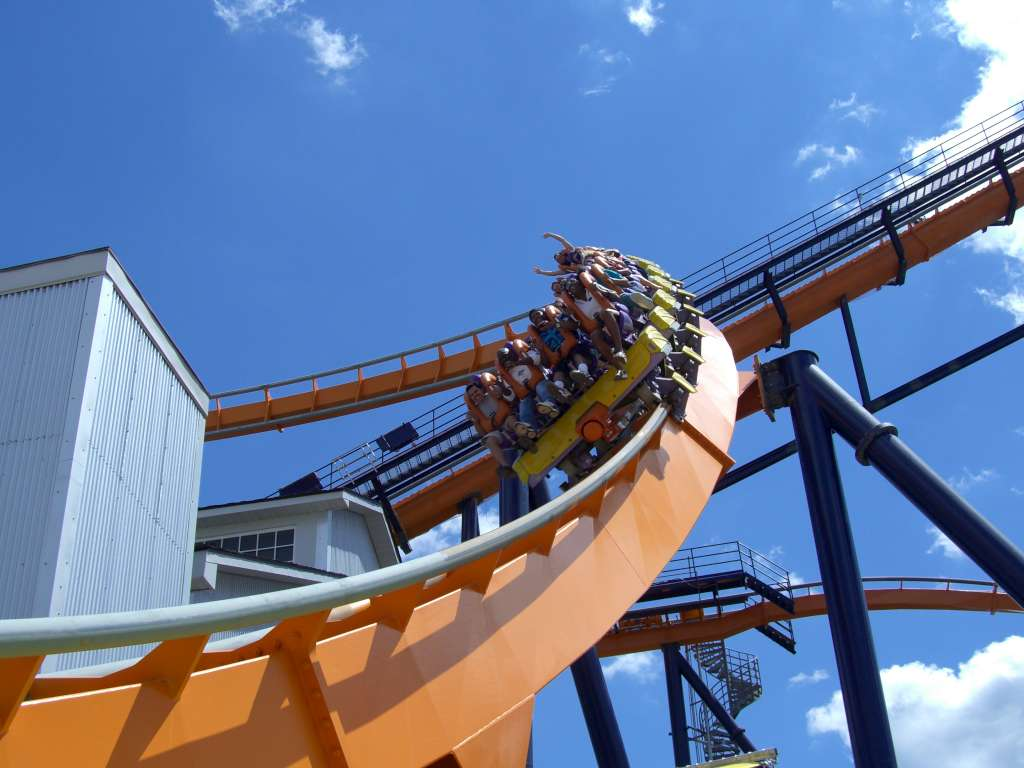
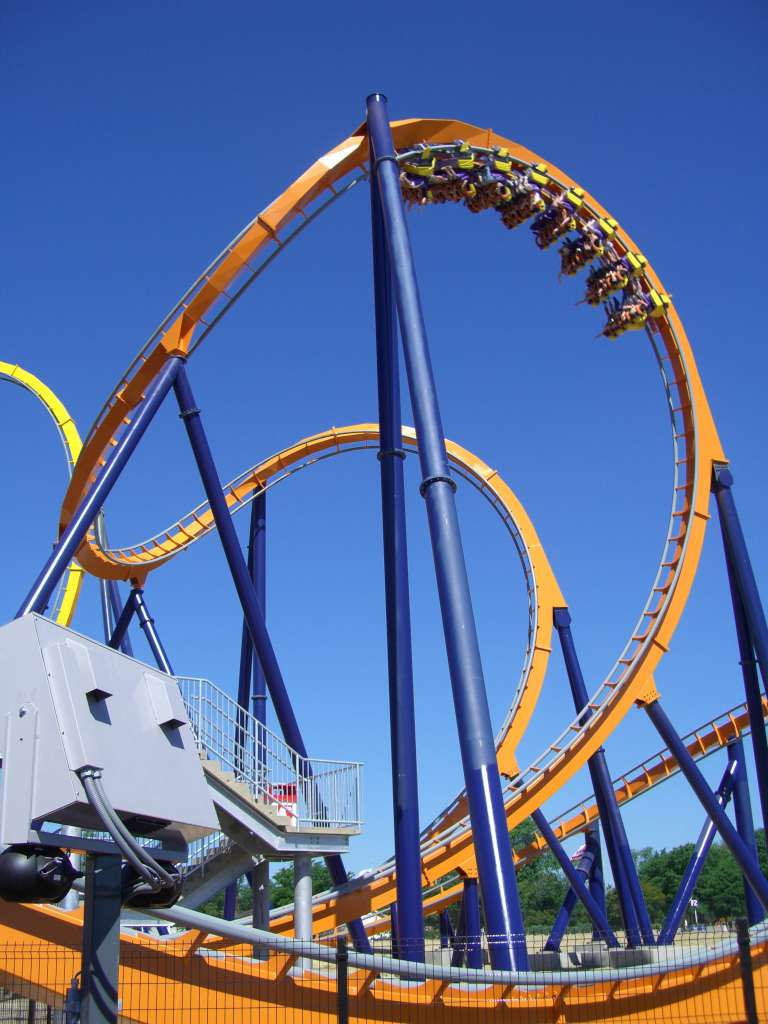
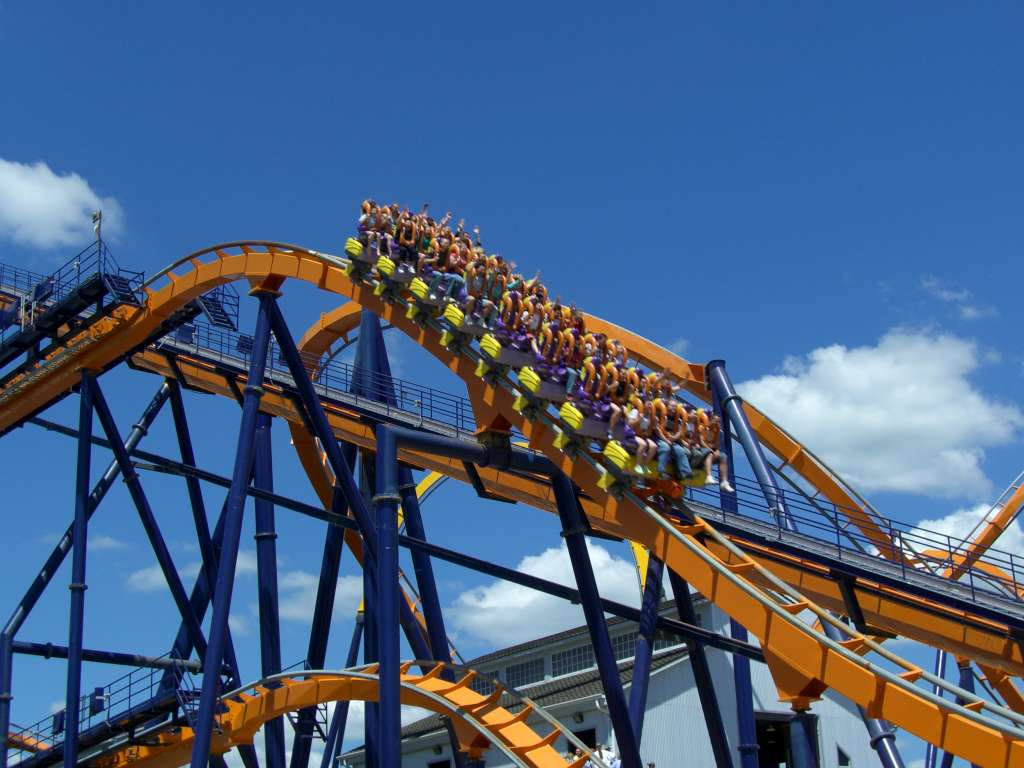
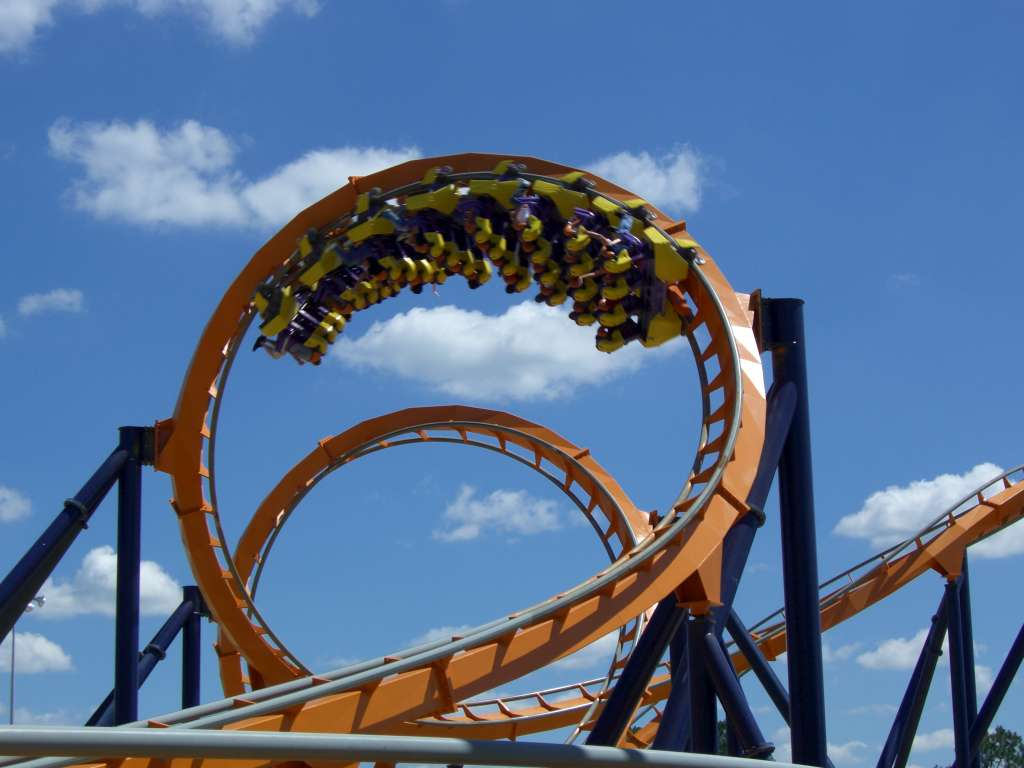
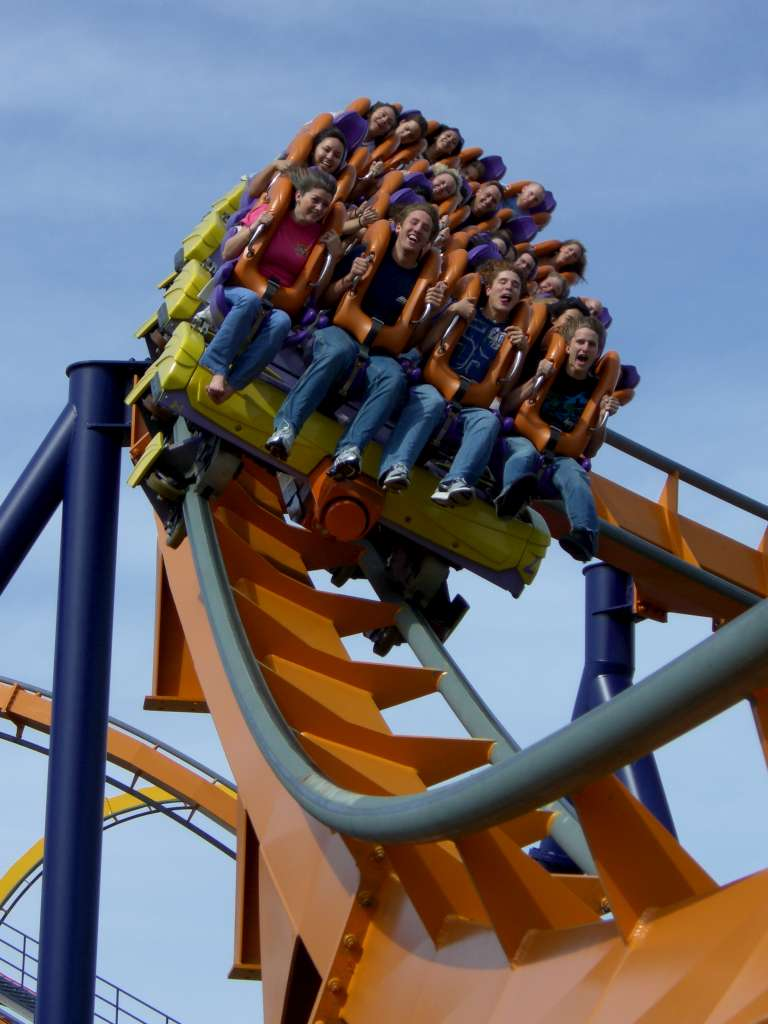